# Prawdziwe powietrze
Prawdziwe powietrze – debiutancki album polskiej grupy muzycznej Loka, wydany 9 listopada 2012 roku przez wytwórnię płytową Mystic Production. Album zawiera 12 premierowych piosenek, w tym dwie wersje utworu „Prawdziwe powietrze”, będącym pierwszym singelem promującym album, do którego nakręcono teledysk w reżyserii Jacka Kościuszko.
Album zadebiutował na 26. miejscu zestawienia OLiS.

## Lista utworów
Opracowano na podstawie materiału źródłowego.
1. „Prawdziwe powietrze” – 2:55
2. „Oczy miasta” – 3:41
3. „Widziałem Ciebie” – 3:03
4. „Noc jest blondynką” – 3:18
5. „Mów do mnie ciszej” – 2:57
6. „Laf laf laf” – 3:09
7. „Za daleko” – 3:01
8. „Sztylet i kosmos” – 3:28
9. „Okrutne tango” – 3:53
10. „List z drogi” – 3:08
11. „Noc jest brunetką” – 7:09
12. „Prawdziwe powietrze” (blind test) – 2:49